# Meteora (film)
Pour l'album de Linkin Park, voir Meteora.
Pour plus de détails, voir Fiche technique et Distribution.
Meteora (Μετέωρα) est un film grec réalisé par Spýros Stathoulópoulos, sorti en 2012.

## Synopsis
Dans le monastère d'Agía Triáda des Météores, un moine grec tombe amoureux d'une nonne russe.

## Fiche technique
- Titre : Meteora
- Titre original : Μετέωρα
- Réalisation : Spýros Stathoulópoulos
- Scénario : Asimákis Payídas et Spýros Stathoulópoulos
- Photographie : Spýros Stathoulópoulos
- Montage : George Cragg
- Production : Theo Alexander, Philippe Bober, Susanne Marian, Yolanda Markopoulou, Asimákis Payídas et Spýros Stathoulópoulos
- Société de production : Essential Filmproduktion, Polyplanity Productions, ZDF, Arte et Little Big Bear Filmproduktion
- Société de distribution : Potemkine Films (France)
- Pays :  Grèce,  Allemagne, et  France
- Genre : drame et romance
- Durée : 82 minutes
- Dates de sortie : 
  -  Allemagne : 12 février 2012 (Berlinale), 12 juin 2014
  -  France : 17 juillet 2013

## Distribution
- Theo Alexander : le moine Theodoros
- Tamila Koulieva : la nonne Urania
- Giorgos Karakantas : le flûtiste
- Dimitris Hristidis : l'ermite
- Stelios Mavroudakos : le berger
- Zoe Stathoulopoulou : la mère spirituelle

## Distinctions
Le film est présenté en sélection officielle en compétition à la Berlinale 2012.